# Valerij Bykovskij
Valerij Fjodorovitj Bykovskij (russisk: Валерий Фёдорович Быковский; født 2. august 1934, død 27. marts 2019) var en sovjetisk kosmonaut, der var ombord på tre bemandede rumflyvninger: Vostok 5, Sojuz 22 og Sojuz 31. Han var også tilknyttet missionerne Vostok 3 og Sojuz 37 som reserve.
Bykovskij blev i 1963 den mand, der ind til da havde opholdt sig længst i rummet, da han tilbragte fem dage i kredsløb om Jorden ombord på Vostok 5. Selv om rekorden for ophold i rummet er overgået mange gange siden, er det d.d. (2019) fortsat den længste soloflyvning i rummet.
Han var i årene efter karrieren som aktiv kosmonaut stor fortaler for Intercosmos-programmet, hvor andre socialistiske stater fik sendt kosmonauter op.

## Karriere
- Kosmonaut 1960
- Rumflyvninger
  - Vostok 5
  - Sojuz 22
  - Sojuz 31
- Backup
  - Vostok 3
  - Sojuz 37
- Ophør som kosmonaut 1988.